# Universal Negro Improvement Association and African Communities League

UNIA-ACL:s flagga.

Universal Negro Improvement Association and African Communities League (UNIA-ACL) är en amerikansk förening inom så kallade black nationalist-rörelsen, grundad i Kingston, Jamaica, 1914. 
Den grundades av Marcus Garvey och Amy Ashwood Garvey på Jamaica 1914. När Marcus Garvey emigrerade till USA 1916, kom rörelsen att få stort inflytande inom black nationalist-rörelsen i USA, där den spelade en stor roll under 1920-talet. Marcus Garvey utvisades från USA till Jamaica 1927. Därefter minskade dess inflytande i USA. Däremot kom den därefter att få stort inflytande på Jamaica, där den var en stark kraft i självständighetsrörelsen mot Storbritannien under 1930-talet.